# 774 Armor
774 Armor
774 Armor là một tiểu hành tinh ở vành đai chính. Nó được C. le Morvan phát hiện ngày 19.12.1913 ở Paris và được đặt theo tên Armorica (tiếng Pháp: Armorique), tên tiếng Celtic của vùng tây bắc Pháp (Bretagne và Normandie).